# Sweet?
「Sweet?」（スウィート）は、シドのインディーズでの1作目のシングル。2005年10月12日発売。発売元は、デンジャークルー・レコード。

## 概要
- 初回限定盤と通常盤の2形態で発売された。
- シングル発売と同時に、2005 Autumn Tour “Sweet?”が開始した。
- 初回限定盤の特典DVDには「吉開学17歳（無職）」のLIVE映像が収録されている。

## 収録曲
1. Sweet?
作詞：マオ、作曲：御恵明希
シド初のダンスポップなサウンドの曲。当時「哀愁歌謡」の曲調が主流のシドにしては珍しい曲だった。アルバム『星の都』に収録されているものとは異なり、フェードアウトして演奏が終わるようになっている。
2. 僕、ディナー
作詞：マオ、作曲：御恵明希

## 収録アルバム
- 星の都（#1）
- Side B complete collection〜e.B〜（#2）
- SID ALL SINGLES BEST（#1）